# Djalminha
Djalminha właściwie Djalma Feitosa Dias (ur. 9 grudnia 1970 w São Paulo) – były brazylijski piłkarz. Grał na pozycji ofensywnego pomocnika w CR Flamengo i Deportivo La Coruña.
Nagrodzony Bola de Ouro (Brazylijska Złota Piłka) w 1996.
Rozegrał 14 meczów w reprezentacji Brazylii.

## Trofea
- Copa do Brasil (Puchar Brazylii) 1990
- Campeonato Carioca (Mistrzostwa Rio de Janeiro) 1991
- Campeonato Brasileiro Série A (Mistrzostwo Brazylii) 1992
- Campeonato Paulista (Mistrzostwa São Paulo) 1996
- Copa América 1997 – zwycięzca
- Primera División 2000
- Superpuchar Hiszpanii 2002
- Puchar Króla 2002
- Bundesliga austriacka w piłce nożnej 2003
- Bola de Ouro (Brazylijska Złota Piłka) 1996